# Bergen
Bergen è una città costiera della contea di Vestland, nella regione di Vestlandet, in Norvegia. Al 3 agosto 2013, la municipalità contava quasi 270.000 abitanti, con l'area metropolitana che raggiungeva i 396.700, rendendo Bergen la seconda città più popolata del paese, dopo la capitale Oslo.
La municipalità copre un'area di 465 km² ed è situata sulla penisola di Bergen (Bergenshalvøya). Il centro cittadino e i quartieri settentrionali della città si affacciano sul Byfjorden, mentre l'intera città è circondata dalle montagne: per questo motivo la città è nota anche come "la città delle sette montagne" e molti sobborghi sono situati su isole. 
Bergen è il centro amministrativo del Vestland ed è divisa in otto bydeler (distretti): Arna, Bergenhus, Fana, Fyllingsdalen, Laksevåg, Ytrebygda, Årstad e Åsane.

## Generalità
L'inizio dei traffici commerciali nell'area di Bergen risale agli anni 1020, sebbene la città sia stata fondata soltanto nel 1070. Fu capitale di Norvegia nel XIII secolo, mentre nei secoli successivi fu una stazione commerciale della Lega anseatica. Fino al 1789, Bergen fu un importante snodo per i commerci tra il nord del paese e l'estero. I resti delle banchine dell'epoca oggi sono incorporati nel quartiere di Bryggen, riconosciuto Patrimonio dell'umanità dall'UNESCO nel 1979. Nel corso della sua storia, la città è stata devastata da diversi incendi. Essa è sede di diverse scuole di una certa importanza come, ad esempio, la Norges Handelshøyskole (Scuola norvegese d'economia), fondata nel 1936, e l'Università di Bergen, risalente invece al 1946.
È un centro internazionale di acquacoltura, trasporto navale ed estrazione del petrolio offshore, mentre a livello nazionale si afferma in settori come l'educazione superiore, il turismo e la finanza. 
Tra le tradizioni più amate vi sono quella dei buekorps, giovani vestiti con abiti tipici, e il dialetto autoctono, il bergensk. La città è servita dall'aeroporto di Bergen-Flesland, dalla Bergensbanen, famosa e panoramica linea ferroviaria che la collega con la capitale Oslo e da una linea tranviaria a funicolare, oltre che dal porto di Bergen. Nel 2000, è stata capitale europea della cultura insieme ad altre otto città europee.
La città di Bergen è delimitata per la maggior parte da fiordi: il Sørfjord e il Byfjord a nord; il Raunefjord e il Grimstadfjord a ovest.

## Storia

### La fondazione ed il regno di Sverre Sigurdsson

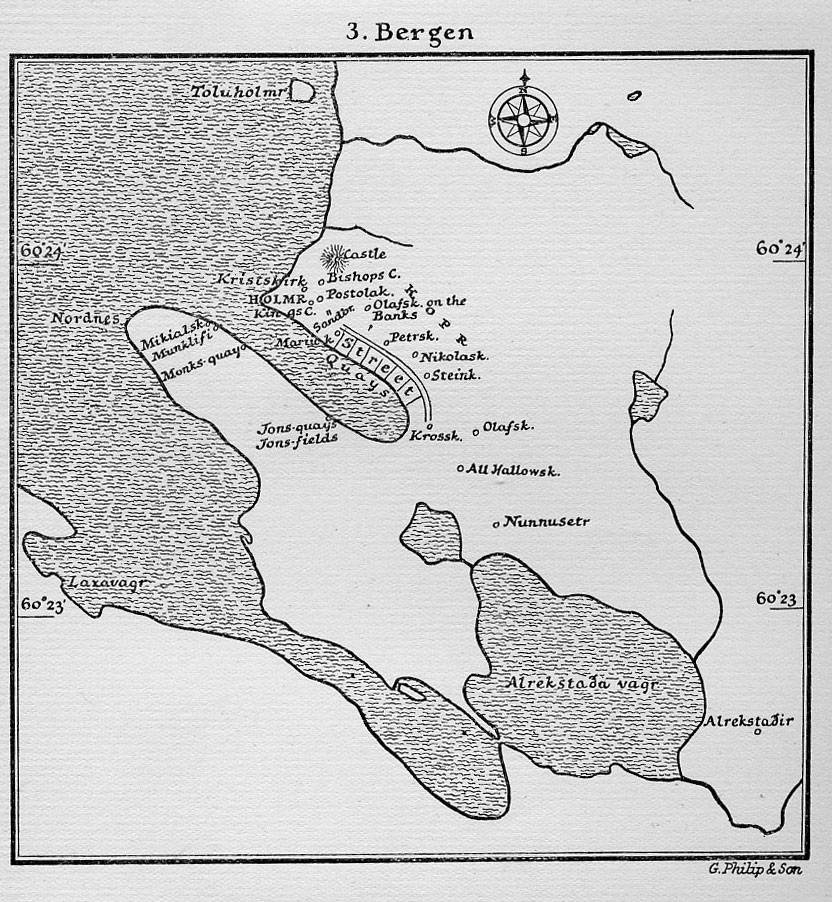
Mappa di Bergen nel XIII secolo.

Secondo la tradizione, Bergen fu fondata nel 1070 da Olaf Kyrre, figlio di Harald III di Norvegia. Tuttavia, recenti ricerche hanno rilevato che già negli anni 1020 esisteva un insediamento commerciale e già nel X secolo, nella zona dell'attuale sobborgo di Årstad, si trovava Alrekstad, una delle maggiori proprietà del re di Norvegia sulla costa occidentale, presso la quale abitò anche Harald Hårfagre, primo re del paese. Intorno al 1100, ebbe inizio il commercio del baccalà con la costa settentrionale del paese.

Il mercato del pesce tra il 1890 e il 1900

Nel 1176 comincia ad affermarsi un pretendente al trono, tale Sverre Sigurdsson, sostenuto da una parte della popolazione, oltre che dai vescovi. L'altro pretendente (già re legittimamente) era Magnus V, ed era sostenuto dagli aristocratici. Dopo otto anni di guerra civile, Magnus fu ucciso nella battaglia di Fimreite, nei pressi dell'attuale città di Sogndal. Sigurdsson si fece costruire la fortezza di Sverresborg e si fece incoronare il 29 giugno 1194. Nel 1197, i suoi oppositori bruciarono la città. L'anno seguente, Thorstein Kugad, uno dei loro capi, uccide Karl Sverkerson, figlio di Sverre, che rimase molto colpito dall'evento e morì il 9 marzo 1202; venne seppellito nella Chiesa di Cristo a Bergen (Kristkirken på Holmen), oggi non più esistente. Gli succedette Haakon III, che egli in punto di morte dichiarò suo unico figlio. Il suo regno fu però tanto turbolento quanto breve: il 1º gennaio 1204, infatti, morì a seguito di un salasso. Ciò non riportò la pace nel paese, segnato dal governo degli ultimi due re. Nel 1207 Bergen fu presa due volte dai Bagler, gli oppositori di Sverre, che distrussero anche la fortezza costruita dal loro (ormai ex) nemico. 
Nel 1217 strappò il ruolo di capitale del paese a Trondheim, in quanto vi era anche un'amministrazione centrale, sebbene a livelli rudimentali. La situazione tornò così lentamente alla normalità, ed il 29 luglio 1223 un'assemblea riunita a Bergen confermò il diritto di eredità al trono di Haakon IV, che regnò fino al 16 dicembre 1263, portando la pace nel regno, che raggiunse grande splendore ed intrattenne relazioni col resto d'Europa. Tuttavia, durante il regno ventennale del suo successore Haakon V (1299-1319), la capitale fu spostata a Oslo.

### Dalla Lega Anseatica ad oggi

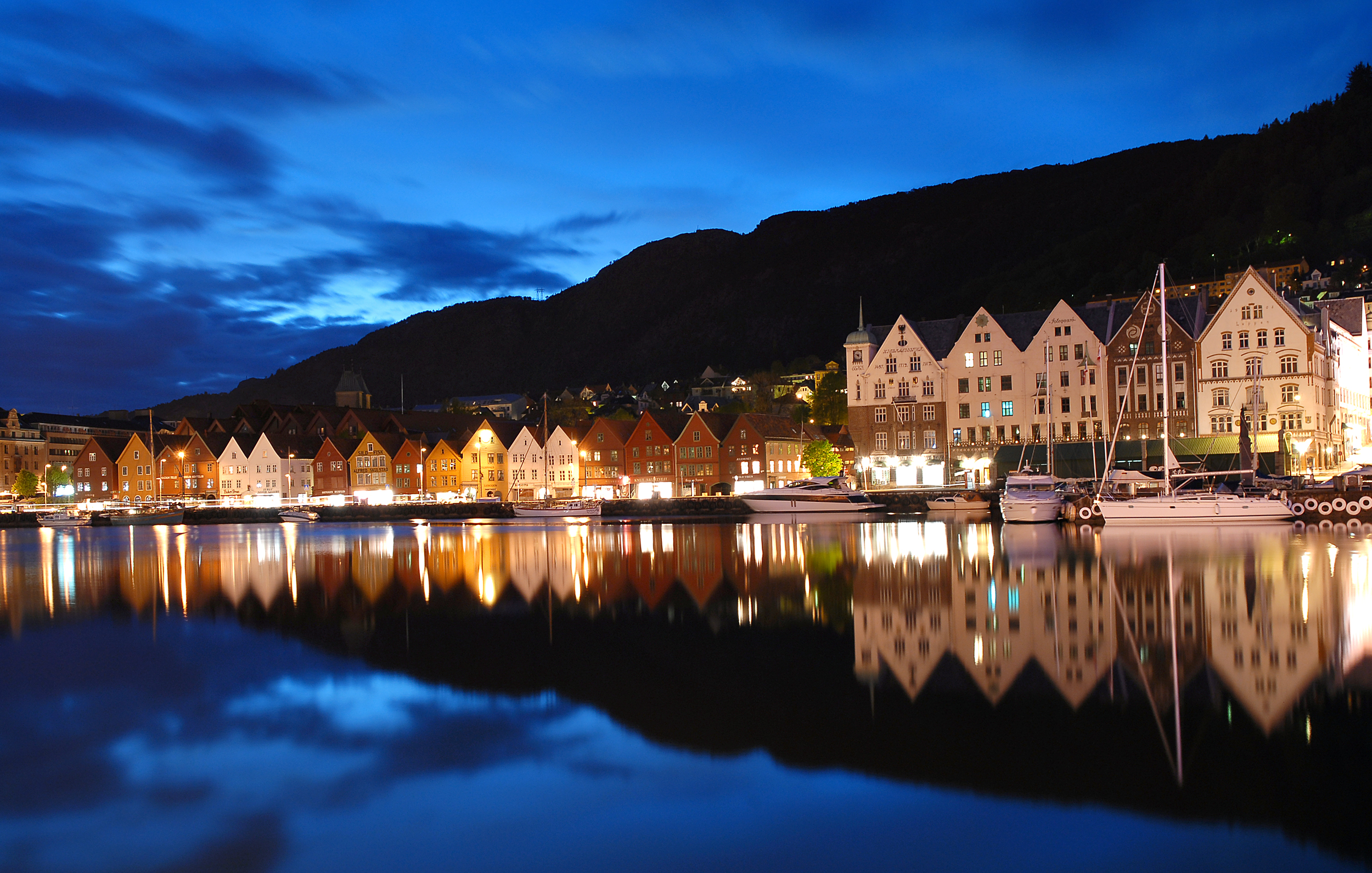
Il quartiere di Bryggen di notte.

A metà XIV secolo, mercanti provenienti dal nord della Germania fondarono uno dei quattro fondachi della Lega anseatica a Bryggen, quartiere oggi patrimonio dell'umanità. Nel 1360 la città entrò ufficialmente nell'Hansa. Gli Anseatici disponevano in città di un proprio quartiere, che governavano in autonomia, e godevano di grandi privilegi, come il monopolio nel commercio con i pescatori che, ogni estate, si dirigevano verso Bergen dalla Norvegia settentrionale. Nel rapporto tra i tedeschi e la città non mancarono incidenti ed episodi sanguinosi. Nel 1536, il re riuscì ad imporre ai mercanti dell'Hansa l'alternativa tra il prendere la cittadinanza norvegese o essere espulsi. La comunità della Lega, sia pur ridotta ed ormai naturalizzata, mantenne comunque il monopolio del commercio con il Nord del Paese fino alla fine del XVIII secolo.

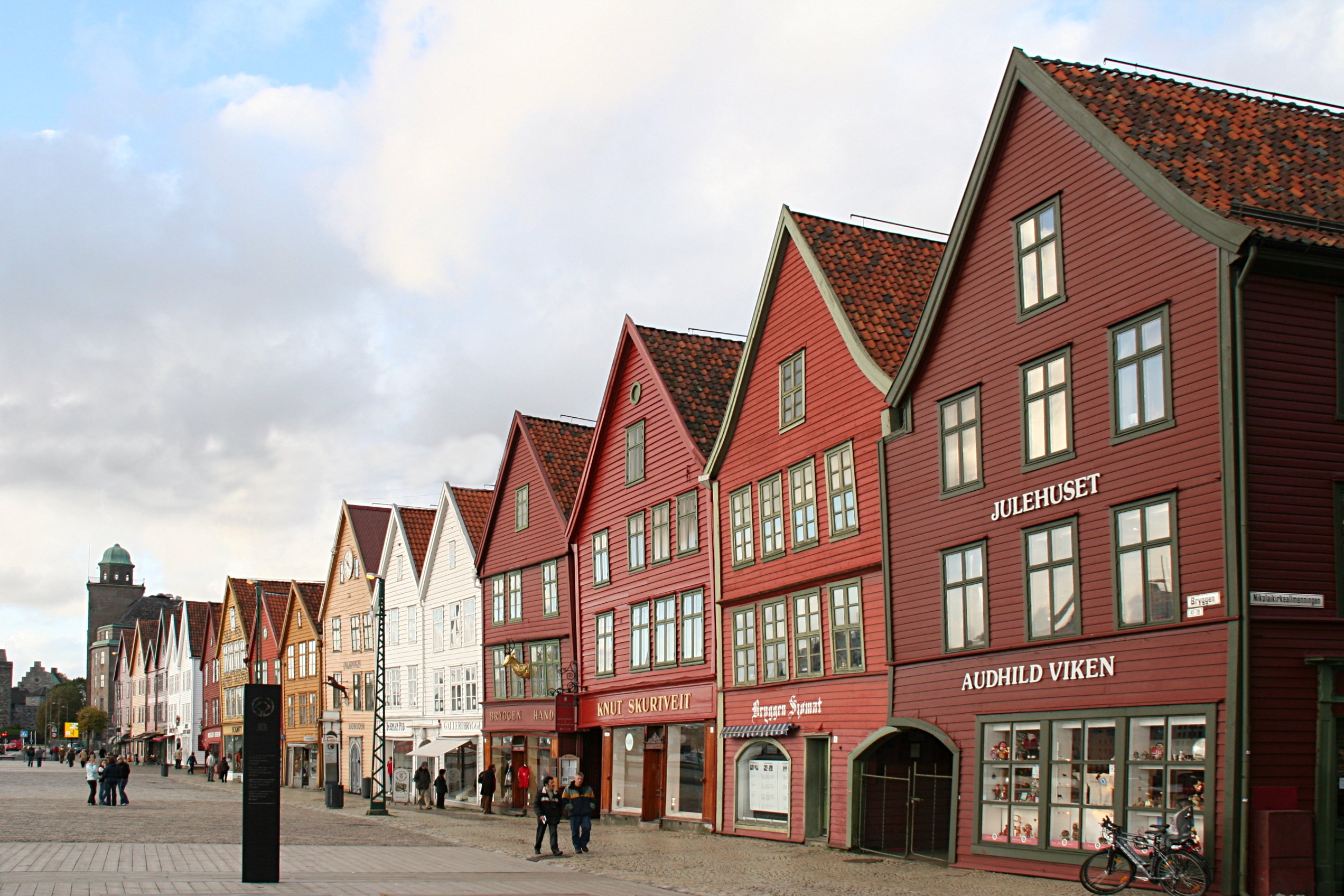
Il quartiere di Bryggen di giorno.

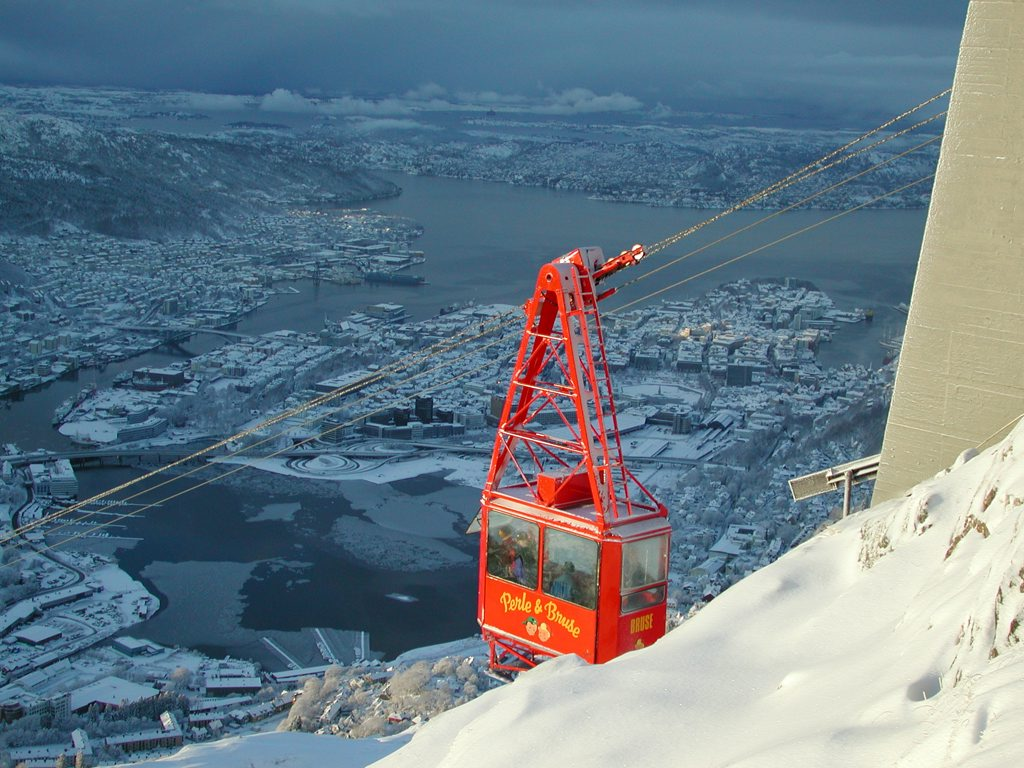
La funivia aerea Ulriksbanen.

Bergen era anche il principale centro religioso norvegese, con la presenza di numerosi monasteri. Fu attraverso la città che il Luteranesimo, portato dai soliti mercanti anseatici, si diffuse nel paese. Cristiania, l'odierna Oslo, divenne capitale della Norvegia nel 1814 e, a partire dal 1850, si affermò come principale città del paese, soppiantando Bergen. Nel 1916, un incendio devastò buona parte del centro cittadino di Bergen (altri incendi si erano verificati nel 1702 e nel 1855). Durante l'occupazione nazista della seconda guerra mondiale, ad Arna ebbe sede il Campo di concentramento di Espeland. Nel 1944 una nave da guerra tedesca esplose nel porto, causando molte vittime e gravi danni a diversi edifici storici. Nel 1972 la città raggiunse i confini attuali, allargandoli fino a comprendere diversi centri vicini.

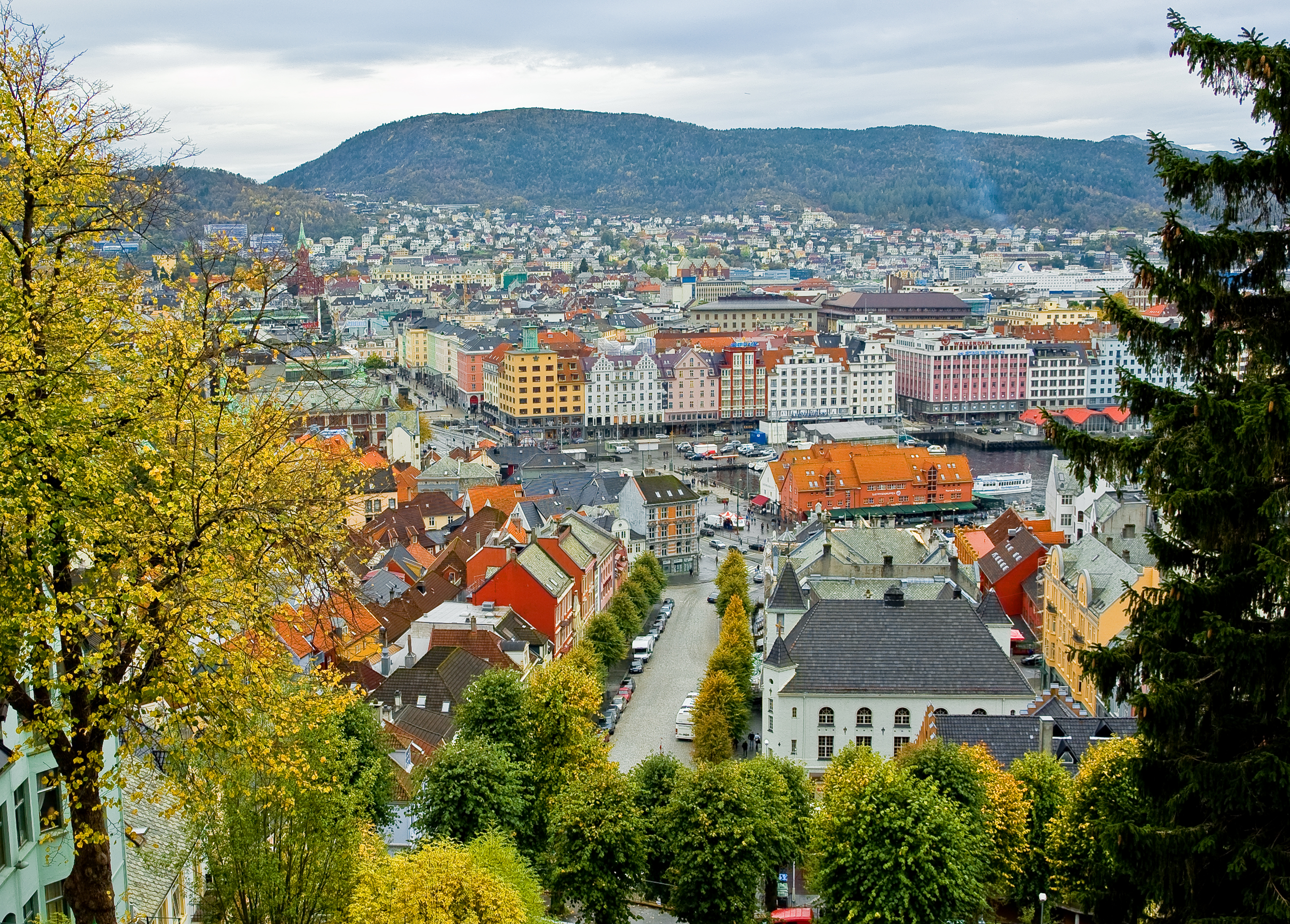
Bergen in autunno. Vista verso il mercato di pesce.

## Monumenti e luoghi di interesse
- Bryggen, il quartiere con le sue case di legno, classificato dall'UNESCO tra i patrimoni dell'umanità.

## Geografia fisica

### Clima

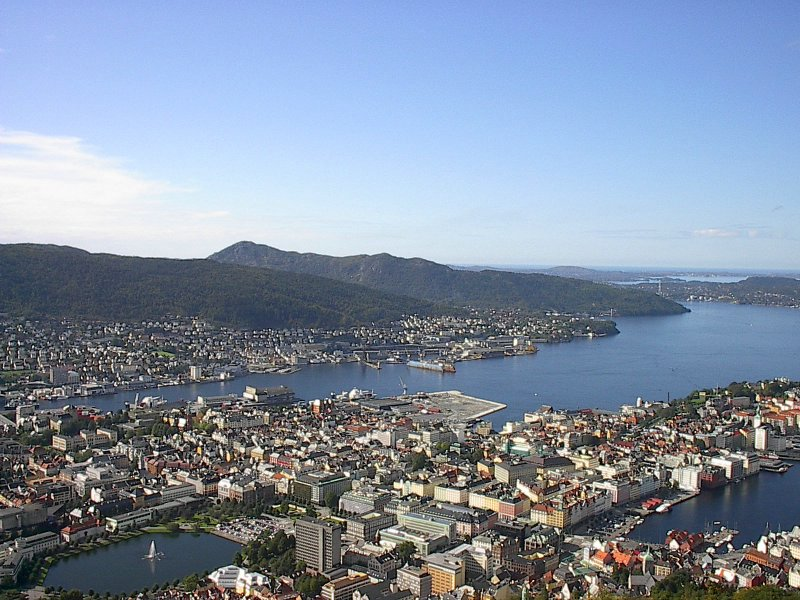
Una veduta di Bergen.

La città gode di un clima temperato oceanico. Le variazioni di temperatura sono deboli, gli inverni sono miti e le estati piovose.
Bergen è soprannominata la città della pioggia o la Seattle europea. La media annuale delle precipitazioni, infatti, supera i 2000 millimetri annuali (2250). Le precipitazioni più intense registrate in un giorno sono state di 192,2 mm. Più di recente, tra il 29 ottobre 2006 e il 21 gennaio 2007, si sono registrati 85 giorni di pioggia consecutivi.
La causa delle frequenti precipitazioni è principalmente orografica: i venti occidentali, largamente prevalenti sul Mar di Norvegia, si caricano di umidità e, impattando sui rilievi montuosi alle spalle delle città, producono intense piogge.
Nonostante la latitudine Bergen gode di un clima oceanico termicamente abbastanza clemente: la media di gennaio è di circa 2 gradi, mentre l'estate è fresca (media di luglio: 14,5 °C).
In città non si può verificare il fenomeno del Sole di mezzanotte ma si ha un crepuscolo continuo per tutta la notte mostrando una luce particolare, la cosa viene sfruttata dai fotografi.

## Sport
La città è sede di diverse società polisportive distribuite nel tessuto urbano, tra le quali le Idrettslaget Sandviken e Varegg che vantano prestigiosi risultati nelle loro sezioni sportive, in particolar modo quelle calcistiche maschili e femminili.
La squadra più rappresentativa di calcio della città è il Brann in campo maschile e il Sandviken in quello femminile.
A settembre 2017 la città ha ospitato i Campionati del mondo di ciclismo su strada.

## Cultura

Vestlandske Kunstindustrimuseum

### Istruzione
A Bergen ha sede l'Università di Bergen (Universitetet i Bergen) con varie facoltà. Collegato all'università è il Museo dell'università di Bergen (Universitetsmuseet i Bergen), creato nel 1825.
Vi è anche la Norges Handelshøyskole, la più importante scuola norvegese di Economia.

## Amministrazione

### Gemellaggi
- Göteborg